# レンス
レンス (独: Rhens [rɛns])はドイツ連邦共和国 ラインラント＝プファルツ州マイエン＝コブレンツ郡にある市。
レンス連合自治体 (独: Verbandsgemeinde Rhens) の行政庁所在地でもある。

## 姉妹都市
- ブラムリー(Bramley, Surrey) (イギリス）